# Bruce Aikenhead
Pour les articles homonymes, voir Aikenhead.
Bruce Alexander Aikenhead, né le 22 septembre 1923 à Didsbury (Alberta) et mort le 5 août 2019, est un ingénieur et physicien aérospatial canadien, qui était largement considéré comme un pionnier majeur de l'industrie aérospatiale canadienne. Il était le directeur adjoint du programme pour le programme qui a développé le Canadarm, et il a été le premier directeur général du Programme des astronautes canadiens. Aussi, il a aidé à créer des simulateurs de vol pour le projet Avro Arrow.

## Biographie
Aikenhead est né à Didsbury, en Alberta, en 1923. Il a grandi à London, en Ontario, après y avoir déménagé avec sa famille lorsqu'il était jeune. Pendant la Seconde Guerre mondiale, il a participé à l'entretien de l'équipement radar de l'Aviation royale canadienne. Après la guerre, il s'inscrit à l'Université Western Ontario et obtient un diplôme en radiophysique. Il s'est marié en 1947, à 24 ans.
En 1955, il a commencé à travailler chez Canadian Aviation Electronics où il a aidé à créer des simulateurs de vol, et en 1958, il a déménagé à Malton, en Ontario, où il a aidé à développer des simulateurs de vol pour l'Avro Arrow d'Avro Canada. Bien qu'il n'ait occupé ce poste que pendant 6 mois en raison de l'annulation du programme, il a rapidement commencé à travailler pour la NASA. Là, il a aidé à la formation des astronautes du Programme Mercury et a également aidé à développer des simulateurs pour les engins spatiaux qui ont été utilisés dans la mission. Lorsque le programme de vols spatiaux habités de la NASA a déménagé à Houston, il a quitté la NASA et est retourné chez Canadian Aviation Electronics, mais il est rapidement retourné dans le secteur spatial, en 1966, lorsqu'il a commencé à travailler avec Gerald Bull, un scientifique de l'Université McGill. Après son départ en 1967 lorsque le financement du programme sur lequel il travaillait a été retiré, il été embauché chez RCA Canada où il a aidé à concevoir le satellite ISIS 2 et d'autres satellites. En 1981, il devient directeur adjoint du programme pour ce qui est devenu le projet Canadarm au Conseil national de recherches Canada. Il a joué un rôle déterminant dans le processus de sélection du premier astronaute canadien, Marc Garneau. Il est ensuite devenu le premier directeur général du Programme des astronautes canadiens.
Il a pris sa retraite en 1993 et, en 1997, il a reçu l'Ordre du Canada. Sa femme est décédée en 2005. Il a contribué à la fondation de l'Okanagan Science Centre à Vernon, en Colombie-Britannique. Le 5 août 2019, il est décédé de causes naturelles à l'âge de 95 ans,,,,.